# Park Sang-young
Park Sang-young (Koreaans: 박상영) (Jinju, 16 oktober 1995) is een Zuid-Koreaans schermer.

## Carrière
Park Sang-young won de wereldkampioenschappen junioren 2014 in Moskou in degen enkelspel. In 2014 won hij de Grand Prix du Qatar en Grand Prix de Berne in het enkelspel, en met het team pakte hij zilver op de wereldkampioenschappen. Bij een Grand Prix in Boedapest begin 2015 blesseerde hij zich ernstig aan zijn knie en moest hij een jaar rust nemen. 
Na zijn herstel pakte hij zilver op de Aziatische kampioenschappen van 2016 in Wuxi en won hij goud in het individuele onderdeel op de Olympische Spelen van 2016 in Rio de Janeiro. In de eindstrijd stond hij 11:14 achter tegen Géza Imre en begon aan een inhaalrace tot 15:14. Park won met het team de bronzen medaille op de Olympische Spelen van 2020 in Tokio.

## Resultaten

### Olympische Zomerspelen
| Jaar | Plaats         | Resultaten          |
| ---- | -------------- | ------------------- |
| 2016 | Rio de Janeiro | degen 5e degen team |
| 2020 | Tokio          | 7e degen degen team |

### Wereldkampioenschappen schermen
| Jaar | Plaats | Resultaten |
| ---- | ------ | ---------- |
| 2014 | Kazan  | degen team |
| 2018 | Wuxi   | degen team |

1900: Ramón Fonst ·
1904: Ramón Fonst ·
1908: Gaston Alibert ·
1912: Paul Anspach ·
1920: Armand Massard ·
1924: Charles Delporte ·
1928: Lucien Gaudin ·
1932: Giancarlo Cornaggia-Medici ·
1936: Franco Riccardi ·
1948: Gino Cantone ·
1952: Edoardo Mangiarotti ·
1956: Carlo Pavesi ·
1960: Giuseppe Delfino ·
1964: Grigori Kriss ·
1968: Győző Kulcsár ·
1972: Csaba Fenyvesi ·
1976: Alexander Pusch ·
1980: Johan Harmenberg ·
1984: Philippe Boisse ·
1988: Arnd Schmitt ·
1992: Éric Srecki ·
1996: Aleksandr Beketov ·
2000: Pavel Kolobkov ·
2004: Marcel Fischer ·
2008: Matteo Tagliariol · 
2012: Rubén Limardo · 
2016: Park Sang-young · 
2020: Romain Cannone · 
2024: Koki Kano